# Claiborne Parish
Claiborne Parish (franska: Paroisse de Claiborne) är ett administrativt område, parish, i delstaten Louisiana, USA. År 2010 hade området 17 195 invånare. Den administrativa huvudorten är Homer.

## Geografi
Enligt United States Census Bureau har countyt en total area på 1 988 km². 1 955 av den arean är land och 33 km² är vatten.

### Angränsande områden
- Columbia County, Arkansas - nordväst
- Union County, Arkansas - nordost
- Union Parish - öst
- Lincoln Parish - sydost
- Bienville Parish - söder
- Webster Parish - väst

### Orter
- Athens
- Haynesville
- Homer (huvudort)
- Junction City (delvis i Union Parish)
- Lisbon